# ويليام يوليوس مان
ويليام يوليوس مان (بالإنجليزية: William Julius Mann)‏ هو عالم عقيدة أمريكي، ولد في 1819 في شتوتغارت في ألمانيا، وتوفي في 1892.